# Puppa (kulle i Antarktis)
Puppa är en kulle i Antarktis. Den ligger i Östantarktis. Norge gör anspråk på området. Toppen på Puppa är 2 740 meter över havet, eller 314 meter över den omgivande terrängen. Bredden vid basen är 2,0 km.
Terrängen runt Puppa är huvudsakligen kuperad. Trakten är obefolkad. Det finns inga samhällen i närheten. 